# Captain EO
Captain EO je 3D film u kojemu glavnu ulogu glumi američki glazbenik Michael Jackson. Film je režirao Francis Ford Coppola, a producent je bio George Lucas. Captain EO se 1980-ih i 1990-ih prikazivao u Disneyevim zabavnim parkovima, te će se nanovo prikazivati u Disney zabavnom parku u Kaliforniji početkom 2010. godine.

## Glazba
U filmu se pojavljuju dvije nove skladbe. Prva skladba je "Another Part of Me", koja se godinu dana kasnije našla na popisu Jacksonovog vrlo uspješnog albuma Bad, a kasnije 1988. godine objavljena je i kao singl. Skladba se također kratko pojavljuje i u filmu Rush Hour u kojemu Chris Tucker oponaša Captaina EO.
"We Are Here to Change the World" druga je skladba, koja službeno nije objavljena do 2004. godine kada se pojavljuje kao dio Jacksonove kolekcije Michael Jackson: The Ultimate Collection. Međutim, ova se verzija razlikuje od one koja se mogla čuti u filmu. R&B i Soul pjevačica Deniece Williams, obradila je skladbu i uvrstila je u svoj solo studijski album As Good As It Gets iz 1988. godine.

## Obnovljena popularnost i povratak u Disneyland Park
Nakon smrti Michaela Jacksona 25. lipnja 2009. godine, kratki film je ponovno dobio na popularnosti na internetskim stranicama kao što su Facebook i MTV-ev filmski blog. Mnogi obožavatelji su sugerirali da bi Walt Disney Company trebala donijeti Tomorrowland atrakciju natrag u Disneyland Park. Prema riječima internetskog novinara koji objavljuje kritike i komentare prvenstveno iz Disneylanda, Ala Lutza, Captain EO će se vratiti u svoj prvobitni dom u Tomorrowlandu, Disneyland park, Kalifornija, početkom siječnja 2010. godine. Do sada, Disneyland park u Kaliforniji je jedini park koji će biti domaćin filma.

## Vanjske poveznice
- Captain EO u internetskoj bazi filmova IMDb-a
- Captain EO na WDWHistory.com